# Gabriele Palme
Gabriele Palme, född 26 april 1964 i Staßfurt, är en tysk före detta handbollsspelare. Hon blev världsmästare med Tyskland 1993.

## Klubblag
Gabriele Palme började spela handboll vid sex års ålder. Från 1970 till 1983 spelade hon först för SV Traktor Förderstedt, sedan spelade hon i studentlaget vid Magdeburgs universitet i andradivisionen fram till 1985.  Hennes talang för handboll uppmärksammades tidigt. Palme fick inte gå på idrottsskolan i Magdeburg, eftersom flyktrisken bedömdes som stor på grund av hennes västerländska släktingar och idrottsskolan spelade matcher även utomlands.  Efter en lagändring 1985 ändrades detta och Palme flyttade till SC Magdeburg i Oberliga, den högsta divisionen i Östtyskland.  Efter återföreningen 1990 spelade hon för SC Magdeburg i Handball Bundesliga. I april 1995 avslutade hon sin idrottskarriär. 

## Landslag
1986, ett år efter flytten till SC Magdeburg, gjorde hon sin debut i Östtysklands damlandslag i handboll. Hon spelade 109 landskamper för DDR och för det förenade Tyskland. Hon spelade vid VM 1990 i Sydkorea med det östtyska landslaget, som slutade trea. Med Tysklands damlandslag i handboll deltog hon i de  OS 1992 i Barcelona. I Barcelona var det förenade tyska laget favoriter till guldet, men de slutade på fjärde plats. Efter att Palme hade avslutat sin karriär i landslaget kunde den nye förbundskaptenen Lothar Doering övertala henne att återvända till landslaget. Hon blev sedan världsmästare vid VM 1993.

## Privatliv
Palme gick på Polytekniska gymnasiet i Förderstedt 1970–1980 och studerade därefter en treårig yrkesutbildning med examen som mekaniker. Därefter studerade hon vid Magdeburgs universitet och blev sedan lärare vid en grundskola i Magdeburg.